# Coupe de la Ligue (Eishockey)

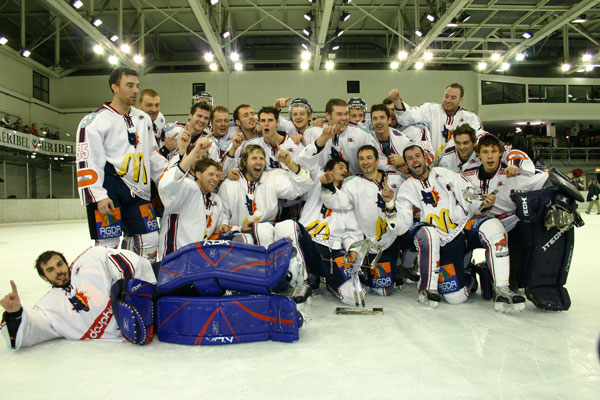
Die Brûleurs de Loups de Grenoble nach dem Gewinn des Pokalwettbewerbs 2007

Die Coupe de la Ligue ist ein Eishockeywettbewerb aus Frankreich, der seit 2007 jährlich vom französischen Eishockeyverband ausgetragen wird. Rekordsieger sind Rouen Hockey Élite 76 und Grenoble Métropole Hockey 38 mit jeweils vier Erfolgen.

## Modus
An der Coupe de la Ligue nehmen alle 14 Mannschaften der Ligue Magnus teil, zudem erhält der Vorjahresabsteiger, so wie der Zweitplatzierte der Division 1 einen Startplatz im Ligapokal. Zunächst werden die 16 Mannschaften in vier Gruppen eingeteilt, so dass Teams aus derselben Region gegeneinander antreten. Die Mannschaften spielen jeweils ein Spiel gegen ihre Gruppengegner. Die beiden Erstplatzierten jeder Gruppe qualifizieren sich anschließend für das Viertelfinale. Das Viertel-, so wie das Halbfinale werden jeweils in Hin- und Rückspiel ausgetragen. Für das Weiterkommen ist die Tordifferenz entscheidend. Ist diese ausgeglichen wird an das zweite Spiel eine Verlängerung, gegebenenfalls ein Penaltyschießen angehängt. Das Finale wird in einem einzelnen Spiel auf neutralem Boden ausgetragen.

## Alle Sieger
| Saison | Meister                      |
| ------ | ---------------------------- |
| 2016   | Gap Hockey Club              |
| 2015   | Grenoble Métropole Hockey 38 |
| 2014   | Rouen Hockey Élite 76        |
| 2013   | Rouen Hockey Élite 76        |
| 2012   | Diables Rouges de Briançon   |
| 2011   | Grenoble Métropole Hockey 38 |
| 2010   | Rouen Hockey Élite 76        |
| 2009   | Grenoble Métropole Hockey 38 |
| 2008   | Rouen Hockey Élite 76        |
| 2007   | Grenoble Métropole Hockey 38 |